# Babalú Ayé
Babalú Ayé (Yoruba: O̩balúayé, lit. 'Padre, señor de la tierra') es el orisha de la lepra, la viruela, las enfermedades venéreas y en general de las pestes y la miseria. En la naturaleza del día se esconde entre la hiedra, el coralillo y el cundeamor para protegerse del sol. Sale de noche. Orisha muy respetado y hasta a veces temido en Nigeria. Su culto viene de Dahomey (Benín), donde recibe el nombre de Azojuano (Azowano), Rey de Nupe, territorio de los Tapa. Su nombre viene del Yorùbá Babàlúaíyé (padre del mundo), en África se lo conocía bajo la denominación de Samponá o Sakpatá, por ser la viruela y la lepra enfermedades mortales.

## Etimología
Su nombre yoruba Obaluàyé es un término que significa "rey y señor de la tierra": Oba (rey) + Aiye (tierra). También es conocido como Babá Igbona = padre de la calentura). Otra corriente lo define como: Obáluáyê: Obá - ilu; Aiye; rey, dueño, señor de la vida en la tierra; Omolu; Omo-ilu; rey, dueño, señor de la vida. Obaluaye es identificado en el juego del merindilogun por los odus Irosun, Ossá, Éjilobon y representado materialmente e inmaterial en el candomblé a través del asentamiento sagrado denominado igba obaluaye. Se considera la energía que rige las pestes como la viruela, el sarampión, la varicela y otras enfermedades de la piel. Él representa el punto de contacto del hombre (físico) con el mundo (la tierra). La interfaz piel / aire. En el aspecto positivo, él rige y cura, a través de la muerte y el renacimiento.
Babalú Ayé es adorado como el orisha residente en el cementerio responsable de la selección de los muertos. Normalmente, cuando un médium o hijo de santo lo incorpora en el terreiro, tiene su cabeza cubierta por un paño de la costa en señal de tradición y respeto, pues el orisha generalmente nunca muestra el rostro en razón de sus heridas, algo que es explicado por su mitología.

## Características
- Nombres: Samponá o Sakpatá, Azojuano (Azowano), Rey de Nupe, Babá, Olúó Pópó.
- Saludo: ¡Jekúa Babalu ayé agrónica!
- Número: 17 y sus múltiplos
- Fecha: 17 de diciembre
- Colores: Morado obispo
- Día de la semana:Viernes
- Sincretismo:San Lázaro

## Familia
Hijo en territorio Arará de Kehsson y Nyohwe Ananou, para los Lucumí hijo de Naná Burukú, criado por Yemayá, hermano de Oshumaré eIrokó. Pareja de Oyá y de Yewá con quien no tuvo relaciones. Orisha muy ligado a la muerte por criar los 9 Eggún hijos de Oyá.

### Diloggún
Habla en el diloggún por Irosso (4), Ojuani (11) y fundamentalmente por Metanlá (13).

## Atributos
- Su receptáculo es una freidora plana grande y se cubre con una jícara, güiro o tapa semicircular que lleva en su parte superior un orificio recibirá las inmolaciones, en sus laterales también lleva orificios.
  - En la regla Arará esta tapa va sellada con cemento, pintada en colores azules, rojos, blancos y morados, alrededor del orificio superior va decorada con cauríes.
  - En la regla Lucumí la tapa no se sella.
- Sus atributos son dos perritos, un par de muletas y una campana triangular de madera.
- Sus Elekes se confeccionan de cuentas blancas con una raya finita azul, otros los confeccionan intercalando cuentas de Oyá, rojas y negras.

## Objetos de poder
- Un aja.
- Palma de corojo o de cocos.
- Una rama con un pedazo de saco amarrado y adornado con cuencas y caracoles.

## Trajes
El traje de Babalú Ayé está hecho de saco cubierto con caracoles.

## Ofrendas
- Se le ofrenda maíz tostado, menestras de diferentes granos, mazorcas de maíz asadas, pan quemado, agua de coco, vino seco, ajo desgranado, pescado y jutía ahumados, cocos, cocos verdes, cebolla, corojo, cogote de res, etc.
- Se le inmolan chivo con barba, gallina de guinea, gallo y paloma.
- Sus Ewe son cundeamor, sargazo, sasafrás, alacrancillo, apasote ateje, piñón botija, bejuco ubí, caisimón, albahaca, zarzaparilla, alejo macho, artemisa, caguairán, cenizo, copaiba, chirimoya, bejuco amarillo, bejuco lombriz, cardosanto, cabolletas, ortiguilla, incienso, millo, pica pica, etc.

## Tabú
A Babalu Aye no se le debe echar agua encima, ya que es tabú para dicho santo, además de que los azain que se le hagan lo que llevan es vino seco.

## Bailes
Babalú Ayé siempre baja como una persona enferma, con la espalda doblada y manos agarrotadas. Cojea y está muy débil, cayéndose algunas veces. Su nariz está llena de mocos y su voz congestionada y nasal. Sus movimientos son los de una persona afiebrada, azorando las moscas que se posan en sus heridas abiertas con su aja. También hace gestos de barrer el aire para limpiarlo de malas influencias. Aquel que se posesiona querrá lamer pústulas o heridas para curar a aquellos que miran la ceremonia. Mientras el bakini bakini se hace, se derrama agua sobre el piso. Todos mojarán sus dedos y se los pasaran por la frente y detrás del cuello. Luego se besan la mano para protegerse contra las enfermedades. Los danzantes se ponen en círculo, bailando doblados y cojeando.

## Sincretismo
Como parte de la transculturación y del peligro que vieron los esclavos traídos a Cuba de perder sus raíces, cada santo adoptó el nombre de un santo católico. También está el hecho de que los esclavos venían de diferentes partes de África y en cada uno se le llamaba diferente.
| St. Católicos | Kimbisa                  | Mayombe | Abakuá | Brillumba | Arará            | Iyesá | Gangá |
| ------------- | ------------------------ | --- | ------ | --- | ---------------- | ----- | ----- |
| S. Lázaro     | Pungun Futila Tata Funde | Tata Pansua Coballende Chakuaneco Patillaga Santientena Mabiliana Pacolemba Luleno Asuano Biricuto Tata Cañengue Pulila | (?)    | Tata Pansua Coballende Chakuaneco Patillaga Santientena Mabiliana Pacolemba Luleno Asuano Biricuto Tata Cañengue Pulila | Asojín, Asojuano | (?)   | (?)   |

## Características de sus hijos
Son personas preocupadas por el bienestar físico, mental y espiritual de las personas que los rodean. Siempre intentan dar afecto, comprensión y ayuda, pero les cuesta mucho comunicarse. Son solitarios y con complejos. Son personas que instintivamente se convierten en puntal de enfermos tanto de cuerpo como de alma que se acercan buscando una palabra de aliento.

## Caminos
●Babalú Ayé Iroso umbo
- Babalú Ayé Ajorotomi.
- Babalú Ayé Beluja.
- Babalú Ayé Bokú.
- Babalú Ayé Molú.
- Babalú Ayé Olode.
- Babalú Ayé Oloko.
- Babalú Ayé Sapata.
- Babalú Ayé Aberu Shaban.
- Babalú Ayé Abokun.
- Babalú Ayé Adan Wan.
- Babalú Ayé Adu Kake.
- Babalú Ayé Afisino Sanajui.
- Babalú Ayé Afrosan.
- Babalú Ayé Agdi.
- Babalú Ayé Agrozumeto.
- Babalú Ayé Ajidenudo.
- Babalú Ayé Alino.
- Babalú Ayé Alipret.
- Babalú Ayé Aloa.
- Babalú Ayé Amabo.
- Babalú Ayé Ano Yiwe.
- Babalú Ayé Apadado.
- Babalú Ayé Avidmaye.
- Babalú Ayé Avinuden.
- Babalú Ayé Azon Tuno.
- Babalú Ayé Bayanana.
- Babalú Ayé Da Souyi Ganhwa.
- Babalú Ayé Dada Punpola.
- Babalú Ayé Dap Rodo.
- Babalú Ayé Dasano Atin.
- Babalú Ayé Dassano Molu.
- Babalú Ayé Demashe.
- Babalú Ayé Efundo.
- Babalú Ayé Felu.
- Babalú Ayé Gauze.
- Babalú Ayé Gbo Zuhon.
- Babalú Ayé Houla.
- Babalú Ayé Hountebe.
- Babalú Ayé Hountese.
- Babalú Ayé Jolobato.
- Babalú Ayé Joto Roñu.
- Babalú Ayé Joto Sojura.
- Babalú Ayé Jumewe.
- Babalú Ayé Juoni.
- Babalú Ayé Kalinotoyi.
- Babalú Ayé Kanepo.
- Babalú Ayé Kpada Dayigbo.
- Babalú Ayé Kujunu.
- Babalú Ayé Kusue.
- Babalú Ayé Kutumase.
- Babalú Ayé Laundo.
- Babalú Ayé Leke.
- Babalú Ayé Lumpue.
- Babalú Ayé Miyanya o Miyanye.
- Babalú Ayé Niyone Nanu.
- Babalú Ayé Ogumo.
- Babalú Ayé Ojukame.
- Babalú Ayé Otobue.
- Babalú Ayé Rujuere.
- Babalú Ayé Shakuana.
- Babalú Ayé Shamafo.
- Babalú Ayé Shono.
- Babalú Ayé Somemo Maya.
- Babalú Ayé Soyaya.
- Babalú Ayé Susana.
- Babalú Ayé Suvinegue.
- Babalú Ayé Tokuon.
- Babalú Ayé Toseno.
- Babalú Ayé Yanu.
- Babalú Ayé Yonko.
- Babalú Ayé Zoninu.
- Babalú Ayé Zuko.
- Babalú Ayé Nanú.
- Babalú Ayé Asoyí u Asojí.
- Babalú Ayé Ayanó.
- Babalú Ayé Aguó.
- Babalú Ayé Aliprete.
- Babalú Ayé Afimayé.
- Babalú Ayé Aluiyá.
- Babalú Ayé Babá Aribó o Babá Arubó.
- Babalú Ayé Socutá.
- Babalú Ayé Lokuón.
- Babalú Ayé Asudó.
- Babalú Ayé Sujjú.
- Babalú Ayé Dakuanambó.
- Babalú Ayé Afrekereté.
- Babalú Ayé Kaké.
- Babalú Ayé Osuniké.
- Babalú Ayé Babá Mafí.
- Babalú Ayé Sagpatá.
- Babalú Ayé Chakuaná o Chakpana.
- Babalú Ayé Obarileo.
- Babalú Ayé Lanwelosán.
- Babalú Ayé Babá Aluwa.
- Babalú Ayé Babá Agrónica o Acrónica.
- Babalú Ayé Babá Yonkó.
- Babalú Ayé Babá Odé.
- Babalú Ayé Osanlao.
- Babalú Ayé Babá Wueroato.
- Babalú Ayé Abosojún.
- Babalú Ayé Asojuano o Asowano.
- Babalú Ayé Aldamacururú.
- Babalú Ayé Yesá.